# Saint-Laurent-des-Vignes
Saint-Laurent-des-Vignes – miejscowość i gmina we Francji, w regionie Nowa Akwitania, w departamencie Dordogne.
Według danych na rok 1990 gminę zamieszkiwało 709 osób, a gęstość zaludnienia wynosiła 88 osób/km² (wśród 2290 gmin Akwitanii Saint-Laurent-des-Vignes plasuje się na 571. miejscu pod względem liczby ludności, natomiast pod względem powierzchni na miejscu 1198.).